# Chust
Chust (ukr. i ros. Хуст, rus. Густ – Hust, cz. i słow. Chust, Hust, rum. Hust, węg. Huszt, niem. Husst, jidysz Chest, Chyst) – miasto rejonowe na Ukrainie, w obwodzie zakarpackim.
Chust leży u ujścia Riki do Cisy, w Kotlinie Marmaroskiej. Przez miasto przebiega lokalna linia kolejowa z Użhorodu do Tiaczowa oraz droga regionalna R03 z Jaremczy do Mukaczewa, z którą łączy się droga regionalna R38 z Dołyny.

## Historia
Pierwsza pisemna wzmianka o Chuście pochodzi z 1329, gdy miasto otrzymało przywileje. W 1353 Chust był siedzibą kasztelana. W 1526 miasto znalazło się w granicach Księstwa Siedmiogrodzkiego, ale już w 1546 zostało zdobyte przez wojska cesarza Ferdynanda I.
Za czasów węgierskich Chust był siedzibą władz komitatu Máramaros. W 1910 Chust liczył 10,3 tys. mieszkańców, z czego 5,2 tys. Rusinów, 3,5 tys. Węgrów i 1,5 tys. Niemców. Jesienią 1914, gdy wojska rosyjskie zajęły wschodnią część Zakarpacia, w Chuście stacjonowały dwa pułki Legionów Polskich, które 7 października 1914 wyparły Kozaków z Jasini i z Sygietu Marmaroskiego. W następnych latach Chust stanowił bazę zaopatrzeniową dla wojsk austro-węgierskich i niemieckich walczących na froncie karpackim. W 1918 mieścił się tu obóz dla internowanych polskich legionistów z Polskiego Korpusu Posiłkowego.
21 stycznia 1919 w Chuście odbył się kongres Rusinów węgierskich, który uchwalił przyłączenie Zakarpacia do Ukrainy. W 1919 Chust został wraz z całym Zakarpaciem włączony do nowo powstałej Czechosłowacji. Po przyłączeniu do Węgier południowo-wschodniego pasa ziem Rusi Zakarpackiej w 1938 ze stołecznym Użhorodem powiatowy dotychczas Chust stał się siedzibą rządu autonomicznej Ukrainy Karpackiej, a następnie niepodległej Karpato-Ukrainy. Przeniósł się tu także apostolski administrator diecezji mukaczewskiej.
Po krótkich walkach oddziałów zakarpackich z wojskami czechosłowackimi i węgierskimi 14 marca 1939 miasto zostało zdobyte przez wojska węgierskie, a następnie wraz z resztą Rusi Zakarpackiej włączone do Węgier. Po II wojnie światowej Chust stał się miastem powiatowym obwodu zakarpackiego Ukrainy.
W 2010 Rada Miejska Chustu nadała honorowe obywatelstwo miasta Chust Stepanowi Banderze i Romanowi Szuchewyczowi. W 2011 uchwała ta została na wniosek anulowana.

## Zabytki
- zamek – w 1090 król Węgier Władysław I Święty wzniósł zamek, służący obronie przed Kumanami, który został zniszczony podczas najazdu mongolskiego w 1241 i odbudowany przez króla Karola Roberta około 1318. W 1594 miasto zniszczyli Tatarzy. W późniejszych wiekach zamek był kilkakrotnie oblegany: w 1644 przez armię Jerzego I Rakoczego, w 1657 przez wojska polskie, w 1661 przez Turków. W 1703 zamek poddał się powstańczym wojskom kuruców i 17 sierpnia 1703 proklamowano w nim niepodległość Siedmiogrodu. Zamek w Chuście był ostatnim zamkiem zdobytym przez wojska Habsburgów po stłumieniu tego powstania w 1711. W XVIII wieku zamek popadł w ruinę.
- ufortyfikowany kościół (ewangelicki) z XIII–XIV wieku,
- barokowy kościół katolicki z XVIII wieku i cerkiew prawosławna z XVIII wieku.

## Demografia
| 1989   | 2001   | 2005   | 2006   | 2007   | 2008   | 2009   | 2010   | 2012   |
| ------ | ------ | ------ | ------ | ------ | ------ | ------ | ------ | ------ |
| 31 287 | 29 080 | 28 755 | 28 698 | 28 577 | 28 461 | 28 430 | 28 392 | 28 136 |

## Gospodarka
W mieście rozwinął się przemysł lekki, spożywczy, ceramiczny oraz drzewny.

## Urodzeni
- Antonín Moskalyk (1930–2006) – urodził się w Chuście, czeski reżyser filmowy.